# Championnats du monde de badminton 1989
Navigation
Pékin 1987 Copenhague 1991
Les 6e Championnats du monde de badminton se sont tenus en 1989 au Senayan Istora à Jakarta en Indonésie. La compétition a été organisée par la fédération internationale de badminton.

## Résultats
| Epreuve       | Or                               | Argent                             | Bronze                                 |
| ------------- | -------------------------------- | ---------------------------------- | -------------------------------------- |
| Simple hommes | Yang Yang                        | Ardy Wiranata                      | Icuk Sugiarto                          |
| Simple hommes | Yang Yang                        | Ardy Wiranata                      | Eddy Kurniawan                         |
| Simple dames  | Li Lingwei                       | Huang Hua                          | Tang Jiuhong                           |
| Simple dames  | Li Lingwei                       | Huang Hua                          | Sawendah Kusumawardani                 |
| Double hommes | Li Yongbo et Tian Bingyi         | Chen Kang et Chen Hongyong         | Razif Sidek et Jalani Sidek            |
| Double hommes | Li Yongbo et Tian Bingyi         | Chen Kang et Chen Hongyong         | Rudy Gunawan et Eddy Hartono           |
| Double dames  | Lin Ying et Guan Weizhen         | Chung Myung-hee et Hwang Hye-young | Maria Bengtsson et Christine Magnusson |
| Double dames  | Lin Ying et Guan Weizhen         | Chung Myung-hee et Hwang Hye-young | Sun Xiaoqing et Zhou Lei               |
| Double mixte  | Park Joo-bong et Chung Myung-hee | Eddy Hartono et Verawaty Fajrin    | Wu Chibing et Yang Xinfang             |
| Double mixte  | Park Joo-bong et Chung Myung-hee | Eddy Hartono et Verawaty Fajrin    | Wang Pengren et Shi Fangjing           |

## Tableau des médailles
| Rang | Nation       | Or | Argent | Bronze | Total |
| ---- | ------------ | -- | ------ | ------ | ----- |
| 1    | Chine        | 4  | 2      | 4      | 10    |
| 2    | Corée du Sud | 1  | 1      | 0      | 2     |
| 3    | Indonésie    | 0  | 2      | 4      | 6     |
| 4    | Malaisie     | 0  | 0      | 1      | 1     |
| 4    | Suède        | 0  | 0      | 1      | 1     |